# Tachysphex pompiliformis

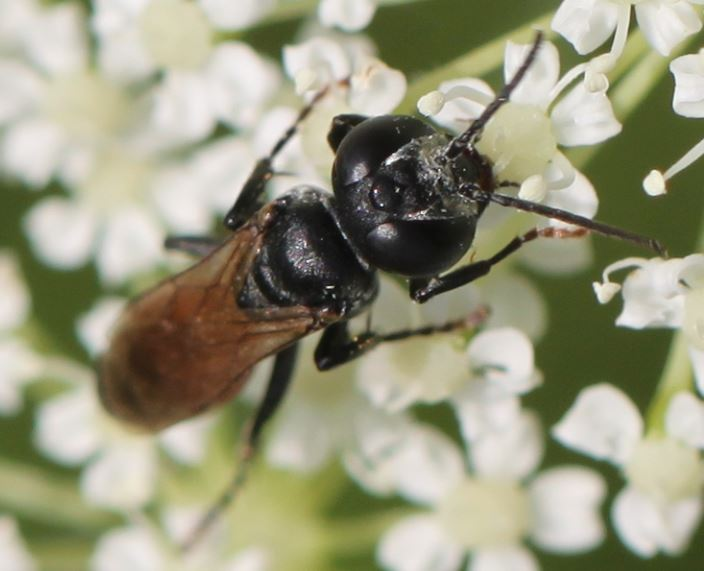

Tachysphex pompiliformis ist eine Grabwespe aus der Familie der Crabronidae.

## Merkmale
Die Wespen sind überwiegend schwarz gefärbt. Bei den Männchen ist das zweite Sternum häufig dunkelrot oder zum Teil schwarz sowie das zweite Tergit rot gefärbt. Es gibt jedoch auch Exemplare, bei welchen die ersten drei Segmente des Metasoma rot gefärbt sind. Bei den Weibchen ist der Clypeus leicht konvex, bei den Männchen ist dieser grob punktiert. Es gibt mehrere nahe verwandte Arten von Tachysphex pompiliformis, wie Tachysphex dimidiatus und Tachysphex jokischianus, die äußerlich einander sehr ähneln und schwierig zu trennen sind.

## Verbreitung
Tachysphex pompiliformis ist in Europa weit verbreitet. Im Norden reicht das Vorkommen bis nach Fennoskandinavien und auf die Britischen Inseln, im Süden in den Mittelmeerraum und bis nach Nordafrika. Im Osten erstreckt sich das Vorkommen über Zentralasien und Sibirien bis in den Fernen Osten (Halbinsel Kamtschatka). Ferner ist die Art in Nordamerika (u. a. in Ontario in Kanada) vertreten.

## Lebensweise
Die Grabwespen beobachtet man von Mai bis September, häufig an Doldenblütlern. Die Art bildet möglicherweise mehrere Generationen im Jahr. Man findet die Art in Gebieten mit Sandböden, sowohl an der Küste als auch im Binnenland. Die Wespen graben ihre Nisthöhlen in sandige Böden. Am Ende des Gangs wird eine Kammer angelegt. Diese wird mit erbeuteten Feldheuschrecken-Nymphen, darunter Vertreter der Gattung Chorthippus sowie Heidegrashüpfern (Stenobothrus lineatus), bevorratet. Das Wespenweibchen legt schließlich ein Ei in der Kammer ab. Die Wespenlarve schlüpft nach wenigen Tagen und ernährt sich von den Vorräten.

## Parasiten
Als Kleptoparasiten oder Parasitoide sind die Goldwespen-Arten Hedychridium ardens und Hedychridium roseum in Erscheinung getreten.

## Taxonomie
Die Art wurde im Jahr 1805 von Georg Wolfgang Franz Panzer als Larra pompiliformis erstbeschrieben. Tachysphex pompiliformis ist Namensgeber eines Artkomplexes, der aus 14 Arten in Europa und Kleinasien besteht. Innerhalb dieses Artkomplexes gehört Tachysphex pompiliformis wiederum zu einer aus 10 Arten bestehenden Untergruppe. Tachysphex dimidiatus, Tachysphex jokischianus und Tachysphex nigripennis, die zu dieser Untergruppe gehören, galten früher als Synonyme zu Tachysphex pompiliformis, werden jedoch seit wenigen Jahren als eigenständige Arten betrachtet.